# Ceratagallia okanagana
Ceratagallia okanagana är en insektsart som beskrevs av Hamilton 1998. Ceratagallia okanagana ingår i släktet Ceratagallia och familjen dvärgstritar. Inga underarter finns listade i Catalogue of Life.